# カルベン
カルベン (carbene) とは価電子を六個しか持たず、電荷を持たない、二配位の炭素のことである。或は、そのような炭素を持つ化学種の総称である。
同族元素の類縁体として、シリレン、ゲルミレンがある。また、配位飽和から二電子少ない化学種としては他にニトレンが知られている。カルベンを置換基として見た場合にはアルキリデン基などと呼ばれる。
最も単純な構造のカルベンであるメチレン (methylene､H2C:) はジアゾメタンの分解により発生させることができる（メチレンの炭素は2価である。そのため、メチレンだけが無機物とする分類もある。また、methylaneと呼ぶこともある）。
形式上、カルベンを配位子としたものと見なせる金属錯体 (R2C=M) を、カルベン錯体、あるいはカルベノイド (carbenoid) と呼ぶことがある。それらの中には、カルベンと似た反応性を示すものもある。

## 構造と物性

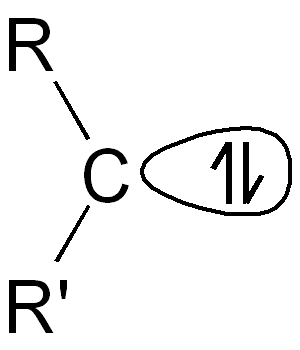
一重項カルベン(sp^{2}混成型)

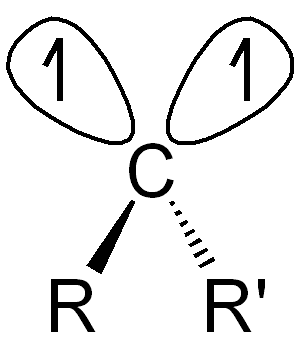
三重項カルベン(sp^{3}混成型)

カルベンの炭素は価電子を六個持ち、それらのスピンの状態により一重項カルベンと三重項カルベンに分けることができる。一重項カルベンはさらに、炭素上の混成の形式により、(1) sp2混成型：三個のsp2軌道に二電子ずつが配置し、空のp軌道が一つ残っている状態、(2) sp3混成型：三個のsp3軌道に二電子ずつが配置し、残りのsp3軌道が一つ空となっている状態、の二通りに分けられるが、ほとんどの場合は前者が安定である。三重項カルベンにもsp2混成型とsp3混成型があり、後者では四個のsp3軌道のうち二個が二電子ずつで満たされ、残りの二個のsp3軌道には同じスピンの電子が一つずつ配置している。一重項カルベンと三重項カルベン、そしてそれぞれの混成型の安定性は、炭素上の置換基の電気的、構造的な要因などにより変わる。一重項カルベンは求電子的な反応性を、三重項カルベンは不対電子によるラジカル的な反応性を示す場合が多い。

## 発生法

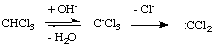
ジクロロカルベンの発生

一般によく見られる発生法は、ジアゾ化合物からの熱、光、または触媒の作用による窒素分子の脱離反応である。
また、クロロホルムと強塩基との反応からも、トリクロロメチルアニオンを中間体として、ジクロロカルベンが生成する。一方、イミダゾリウム塩と塩基との反応からはプロトンの脱離によりカルベン（イミダゾリデン）が発生するが、これは両隣の窒素原子により強く安定化されており、また、同系統のイミダゾリジニリデンはグラブス触媒をはじめとする遷移金属触媒の配位子としてしばしば利用される。
一般的なカルボカチオンが六個の価電子とプラスの電荷を持つ三配位化学種であり、カルバニオンが八個の価電子とマイナスの電荷を持つ三配位化学種であることを考えると、上記のうち、二番目の反応はカルバニオンからのアニオンの脱離反応とみなすことができ、最後の反応はカルボカチオンからのカチオンの脱離と見ることができる。なお、三配位型のカルボカチオンを特に指す「カルベニウムイオン」という呼称は、カルベンに由来する (carben + ium)。

## 反応
代表的な反応としては炭素-炭素二重結合のシクロプロパン化が挙げられる。その反応の中で、生成するシクロプロパンの立体化学によって、元のカルベンが一重項型であったか、三重項型であったかを知ることができる場合がある。一重項型のカルベンは一段階で協奏的に付加するため、生じるシクロプロパンの立体がシス付加体に限られるのに対し、三重項型のカルベンはラジカル的に二段階で付加する場合が多く、中間体上でのC-C結合の回転に由来した、立体異性体の混合生成物を与えやすい。
カルベンが中間体として関与する人名反応としては、ウルフ転位、ライマー・チーマン反応が挙げられる。カルベンにはまた、C-H結合やO-H結合への挿入反応もよく知られる。
カルベン付加とならび、シクロプロパン化に用いられる反応では他に、亜鉛化合物を用いたシモンズ・スミス反応がある。